# Apatania cedri
Apatania cedri là một loài Trichoptera trong họ Apataniidae. Chúng phân bố ở miền Cổ bắc.